# Renault Nepta
La Nepta est une voiture expérimentale imaginée par Renault et présentée au salon de Paris en 2006.
Ce cabriolet d'une longueur de cinq mètres est composé de beaucoup d'éléments d'une taille importante, notamment des portières « papillon » inspirées des légendaires Mercedes 300 SL et DeLorean DMC-12 qui s'articulent au centre de la voiture dégageant d'un seul coup les quatre places ainsi que le compartiment moteur et les roues de 58 cm avec pneus Michelin Eolus à bande de roulement aérodynamique et accrochage de type Pax.
Le V6 turbocompressé est placé à l'avant mais la motricité est assurée par le train arrière. La boîte automatique 7 vitesses est avec changement de rapport impulsionnel au volant.
La décoration blanche, le blason en étoile filante, les sièges fixes en carbone, les volant et pédalier réglables, les phares ultra-fins, les rangements en tiroir participent de la volonté de raffinement que Renault a souhaité donner à son prototype.

## Galerie

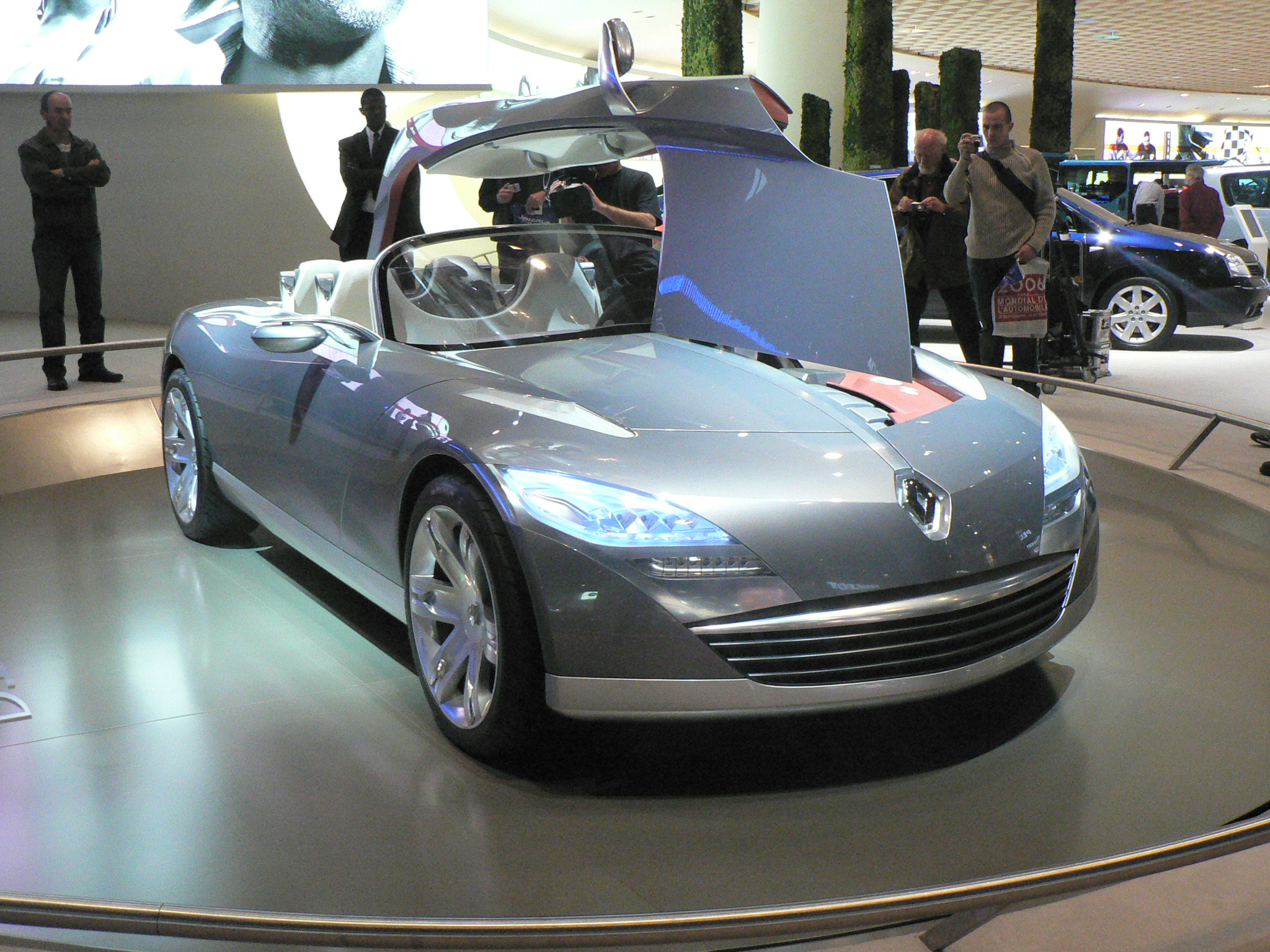
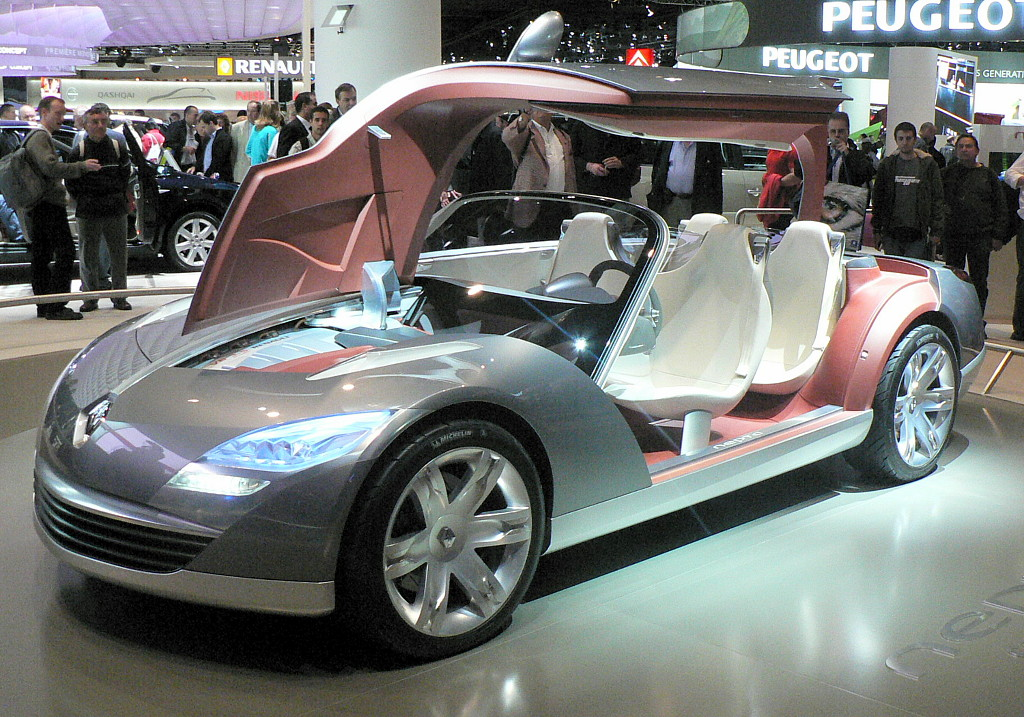
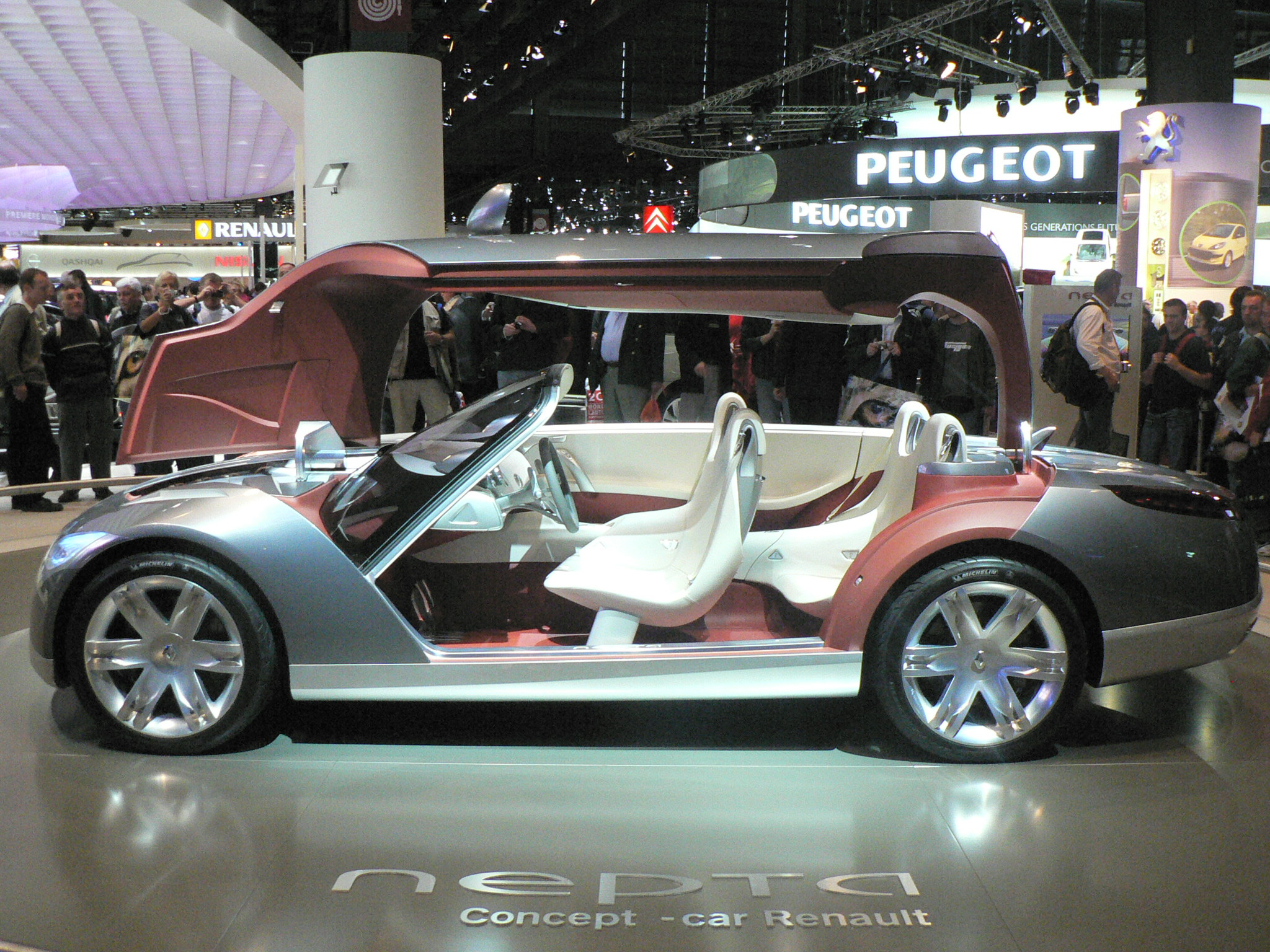
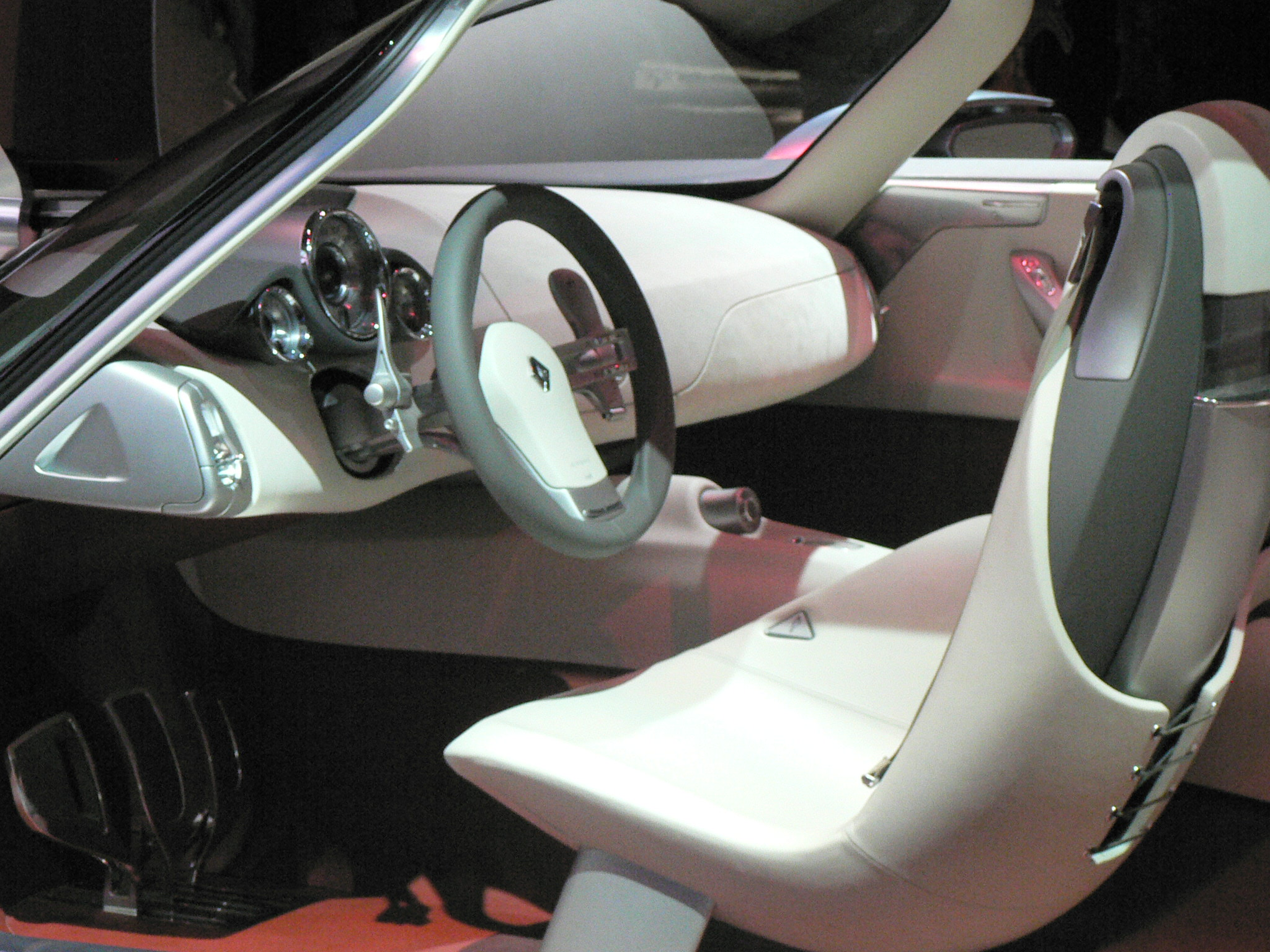
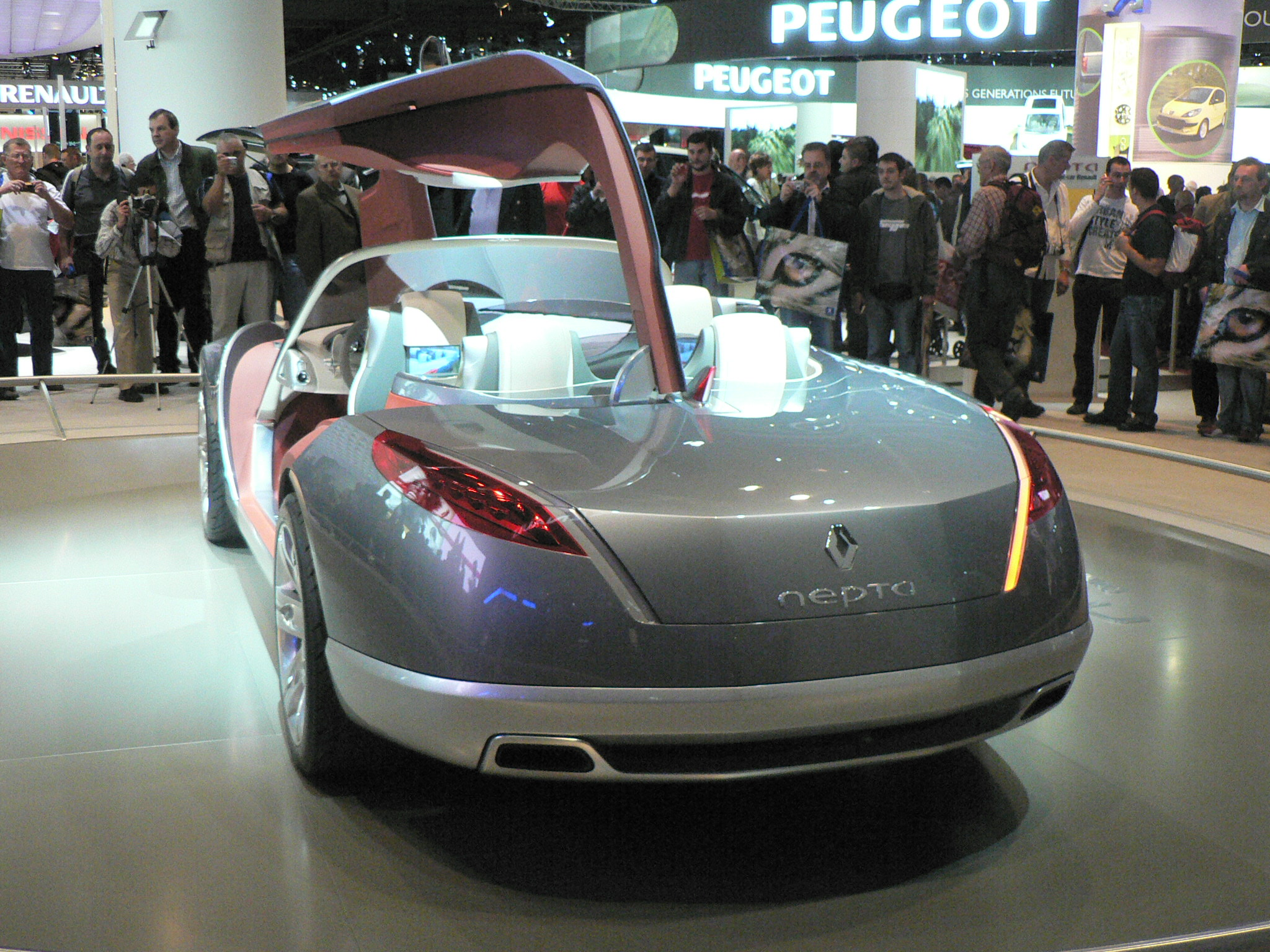
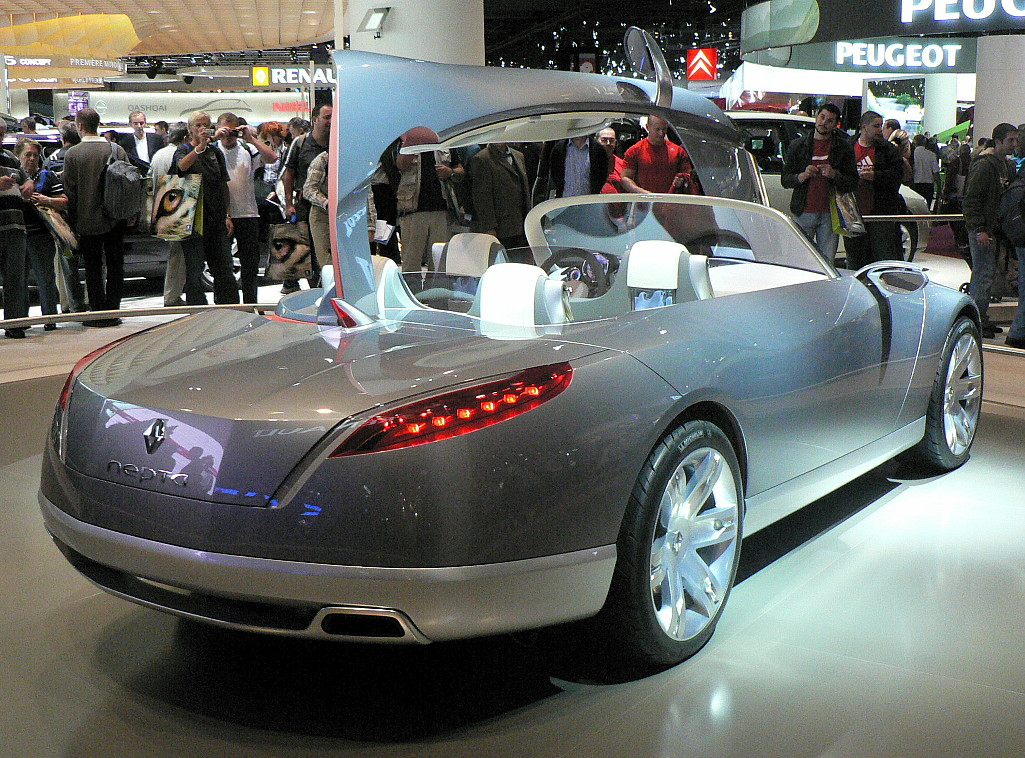
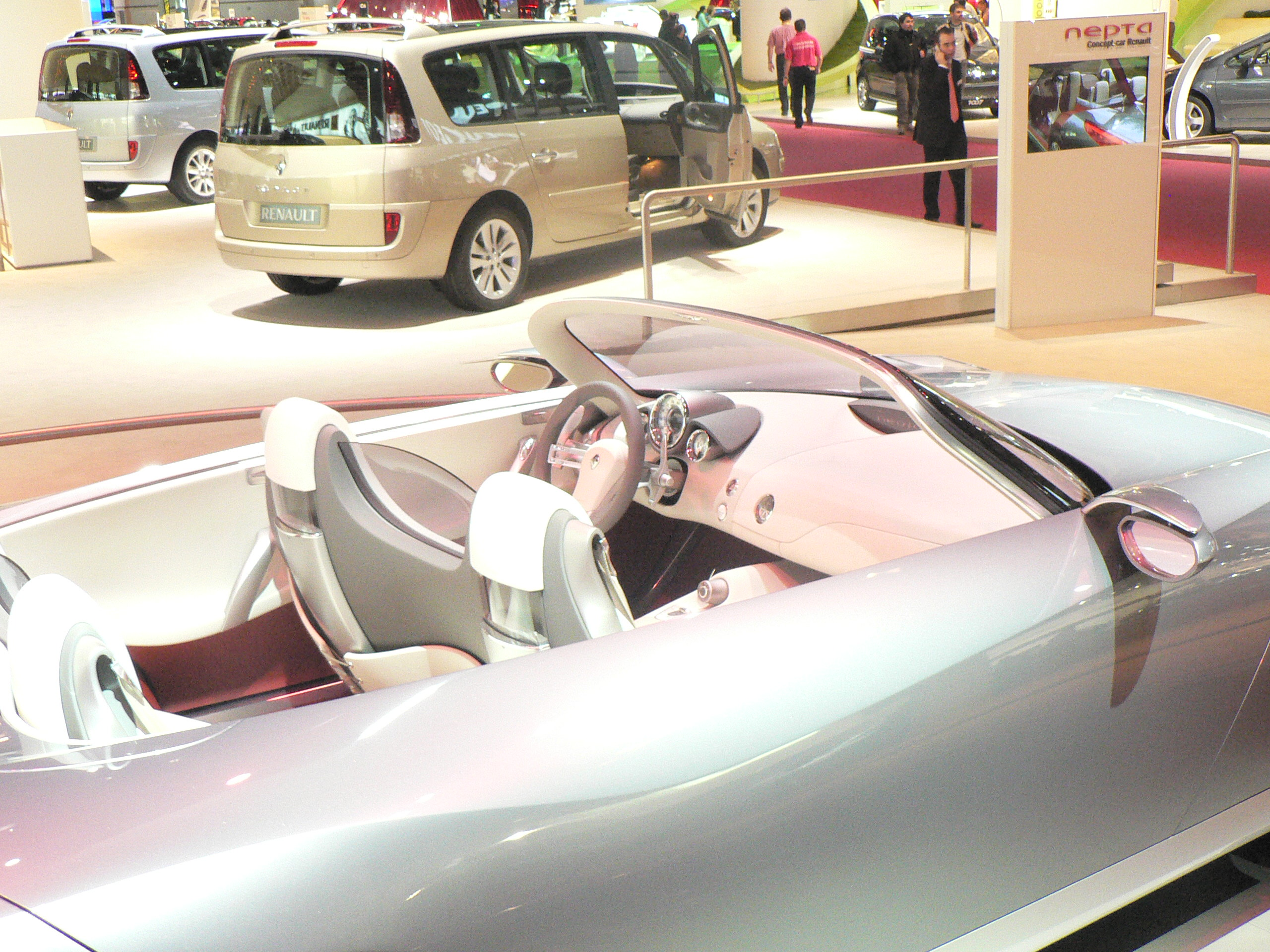
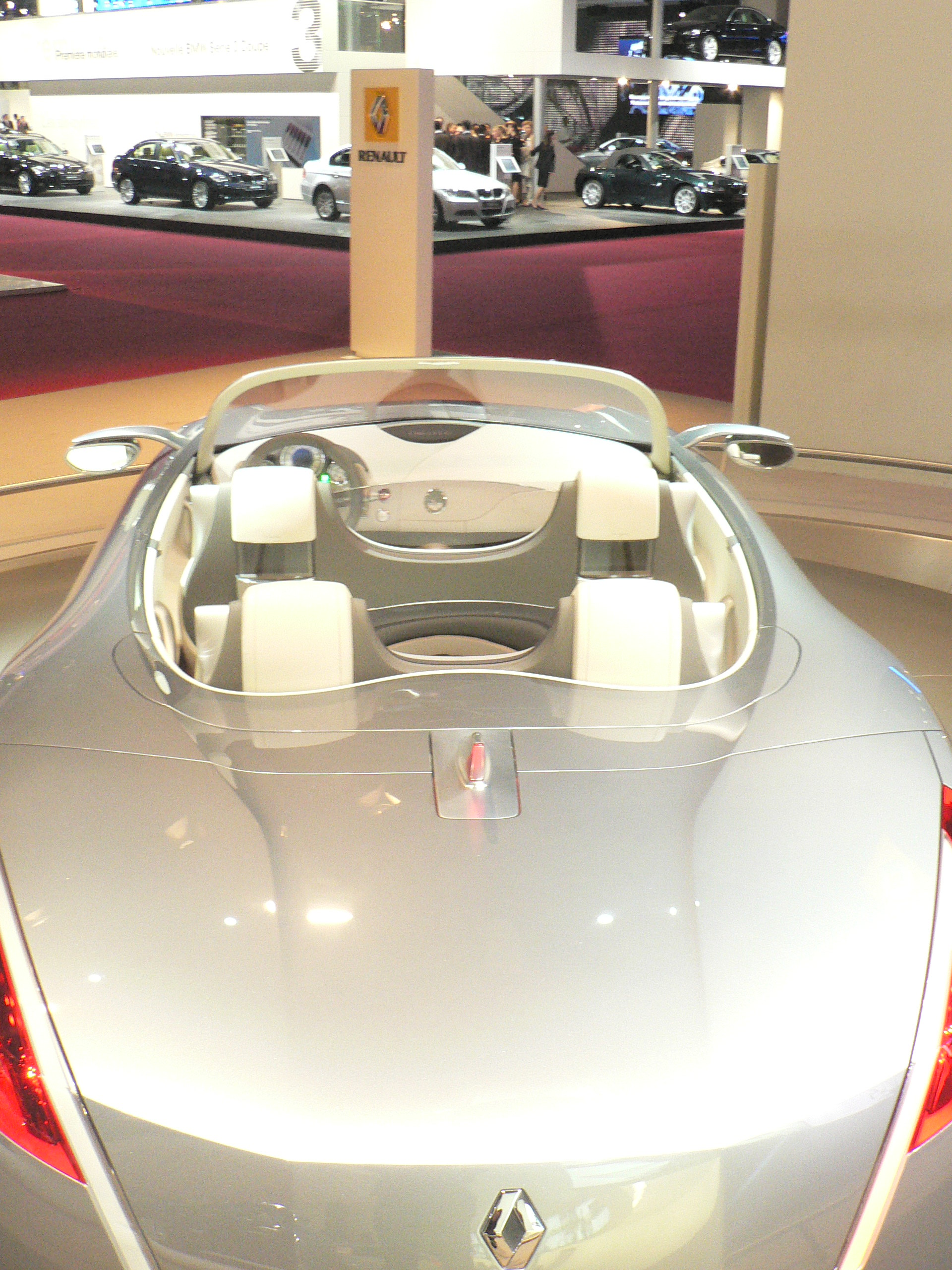